# Ferdinand Bonn

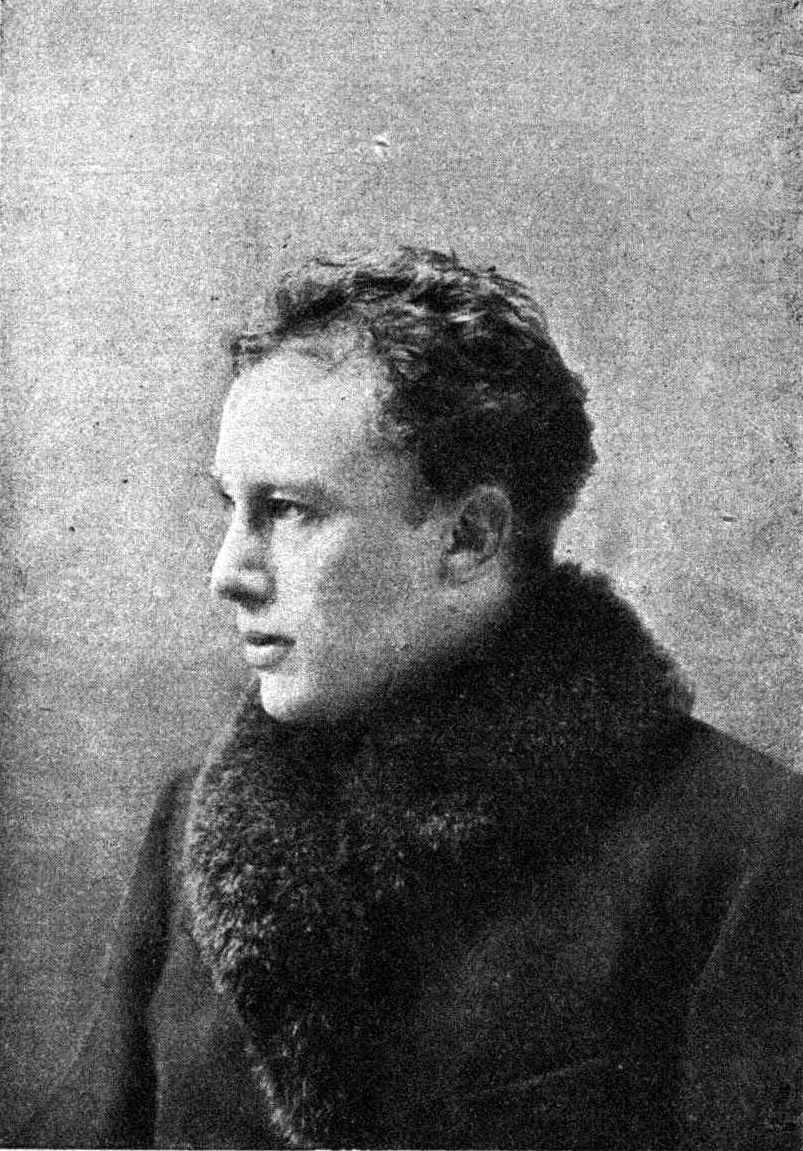
Ferdinand Bonn.

Ferdinand Bonn, född 20 december 1861, död 24 september 1933, var en tysk skådespelare och teaterledare.
Bonn var 1886–1891 anställd vid hovteatern i München, 1891–1896 vid Burgteatern i Wien, och därefter vid olika teatrar i Berlin, bland annat den kungliga 1902–1904. Han spelade 1904 i Amerika, och var teaterdirektör för Berlinertheater 1905–1907. 
Han väckte stort uppseende när han framförde Richard III som utstyrselsstycke i Cirkus Busch i Berlin och ägnade sig därefter främst åt gästspel. Bonn kom att bli mycket uppmärksammad genom sitt originella och moderna spelsätt, som gjorde honom älskad av vissa och hatad av andra. 
Bland hans roller märks Hamlet, Othello, Rikard III, Marcus Antonius i Julius Cæsar, Shylock i Köpmannen i Venedig, Mefistofeles i Faust och Franz Moor i Rövarbandet.

## Filmografi (urval)
- 1912 – En moders kaerlighed
- 1929 – Fröken statsadvokat